# Milorad Dodik
Milorad Dodik (sérvio: Милорад Додик; Laktaši, 12 de março de 1959, Banja Luka) é um político sérvio-bósnio, que foi um dos membros da Presidência da Bósnia e Herzegovina, entre 2018 e 2022.  Concluiu o ensino primário em Laktaši e terminou o ensino secundário em Banja Luka. Ele se formou na Escola de Ciência Política da Universidade de Belgrado. Entre 1986 e 1990, ele desempenhou uma série de importantes funções oficiais no município de Laktaši, incluindo o escritório do presidente do Conselho Executivo Municipal.
Nas primeiras eleições multipartidárias na Bósnia e Herzegovina, em 1990, ele foi eleito para o Parlamento da Bósnia e Herzegovina como candidato à Aliança das Forças de Reforma. Devido às disputas que teve com a estrutura de governo na Assembleia Popular da República Srpska na época, ele estabeleceu o Clube de Representantes Parlamentares Independentes, que serviu de base para o estabelecimento da Aliança Social Democrata Independente em 1996, que ele presidiu desde a sua criação em 1996. Como líder da Aliança dos Social-Democratas Independentes (SNSD), ocupou várias posições na República Srpska (RS), a região majoritariamente sérvia do País. Ele foi reeleito para um representante na Assembléia Popular da Republika Srpska em 1997, enquanto foi eleito para Presidente do Governo da Republika Srpska no ano seguinte - ou seja, em 1998.
Ele foi reeleito para o representante do povo da Aliança Social Democrata Independente (SNSD) em 2002 e cumpriu esse cargo até fevereiro de 2006, quando, pela segunda vez, assumiu o cargo de Primeiro Ministro da República Srpska. Em dezembro de 2006, após uma vitória decisiva do partido que liderou nas eleições gerais na Bósnia e Herzegovina, ele se tornou presidente do governo da República Srpska.Dodik foi Primeiro-ministro da RS de 1998 a 2001 e de 2006 a 2010 e Presidente da RS de 2010 a 2018.
Dodik foi inicialmente considerado como uma alternativa moderada e reformista ao partido ultra-nacionalista Partido Democrata Sérvio (SDS). Contudo, Dodik e a SNSD vêm apresentando um crescente nacionalismo e separatismo. Ao longo de sua retórica agressiva, tem se caracterizado pelo autoritarismo, repudiando as instituições federais bósnias, e mais próximo da Sérvia e da Russia.
Milorad Dodik foi condecorado com uma série de reconhecimentos e medalhas, das quais as mais importantes são a Ordem de Nemanjić, a Ordem da República Srpska com Sash, a Ordem de Pedro, o Grande com Sash - concedida pelo National Committee for Social Awards da Federação Russa por uma contribuição extraordinária ao aprimoramento da cooperação russo-sérvia. A Igreja Ortodoxa Sérvia condecorou-o com a Ordem de São Sava (Primeira Classe), e o Patriarca de Jerusalém concedeu-lhe a Santa Cruz dos Guardiões do Santo Sepulcro. Ele é cidadão de honra em várias cidades da Republika Srpska. Por mais de dez anos, ele foi presidente do Clube de Basquete "Igokea" e foi um dos seus co-fundadores. O Clube de Basquete "Partizan" de Belgrado lhe concedeu o título de seu presidente honorário.
Nas eleições gerais na Bósnia e Herzegovina em 2018, ele foi eleito para desempenhar um dever do membro sérvio da Presidência da Bósnia e Herzegovina. Ele é casado e pai de dois filhos. Ele tem seis netos.